# Dwarsvlekschorsloper
De dwarsvlekschorsloper (Philorhizus sigma) is een keversoort uit de familie van de loopkevers (Carabidae). De wetenschappelijke naam van de soort werd in 1790 gepubliceerd door Pietro Rossi.